# Нова вас (Иванчна Горица)
Нова вас (словен. Nova vas) је насељено место у општини Иванчна Горица, Средњесловенска регија, Словенија.

## Историја
До територијалне реорганизације у Словенији била је у саставу старе општине Гросупље.

## Становништво
У попису становништва из 2011. године, Нова вас је имала 64 становника.
| Број становника према пописима | Број становника према пописима | Број становника према пописима |
| ------------------------------ | ------------------------------ | ------------------------------ |
| 1991                           | 2002                           | 2011                           |
| 41                             | 58                             | 64                             |